# Elinor Darwin
Elinor Mary Darwin (Limerick, 1879-2 de mayo de 1954) fue una dibujante, estampadora y retratista de Irlanda. Sus ilustraciones fueron incluidas en algunos de los libros infantiles de su marido, Bernard Darwin.

## Biografía
Elinor Mary Monsell nació en Limerick, Munster, Irlanda, la hija mayor de William Thomas Monsell (1843–1887), magistrado e inspector de fabricantes, y Elinor Vere, hija de Robert O'Brien, de Old Church, Limerick (hijo de Sir Edward O'Brien, cuarto baronet ). El padre de William Thomas Monsell, el reverendo John Samuel Bewley Monsell (1811–1875), vicario de Egham, Surrey, era primo hermano de William Monsell, primer barón Emly; William Thomas se desempeñó como secretario privado de Lord Emly durante su mandato como director general de Correos.
A los 17 años, Elinor dejó Irlanda y se mudó a Londres. Su hermano John Robert Monsell fue un autor e ilustrador infantil que colaboró con Herbert Hughes en Rivals!, una versión musical de 1935 de The Rivals de Richard Brinsley Sheridan.
Se casó con Bernard Darwin el 31 de julio de 1906 en la iglesia de San Lucas, Chelsea en Londres, Inglaterra. Bernard Darwin fue un escritor de golf y nieto del naturalista británico Charles Darwin. Sus hijos fueron Ursula Darwin (1908-2011) y Sir Robert Vere Darwin (1910-1974).
Antes de la Segunda Guerra Mundial, muchos miembros de la familia Darwin se convirtieron en miembros de la Sociedad Eugenésica. Elinor también lo hizo, al igual que Mildred, la esposa de Leonard Darwin, y otras esposas de Darwin.
Está enterrada en el cementerio de Santa María Virgen, Downe, Kent; cerca se encuentra Down House, el hogar de la familia Darwin. En The Times se publicó un obituario de Sir Charles Tennyson.

## Educación
Estudió en la Slade School of Art de Londres, obteniendo una beca en 1896.

## Carrera

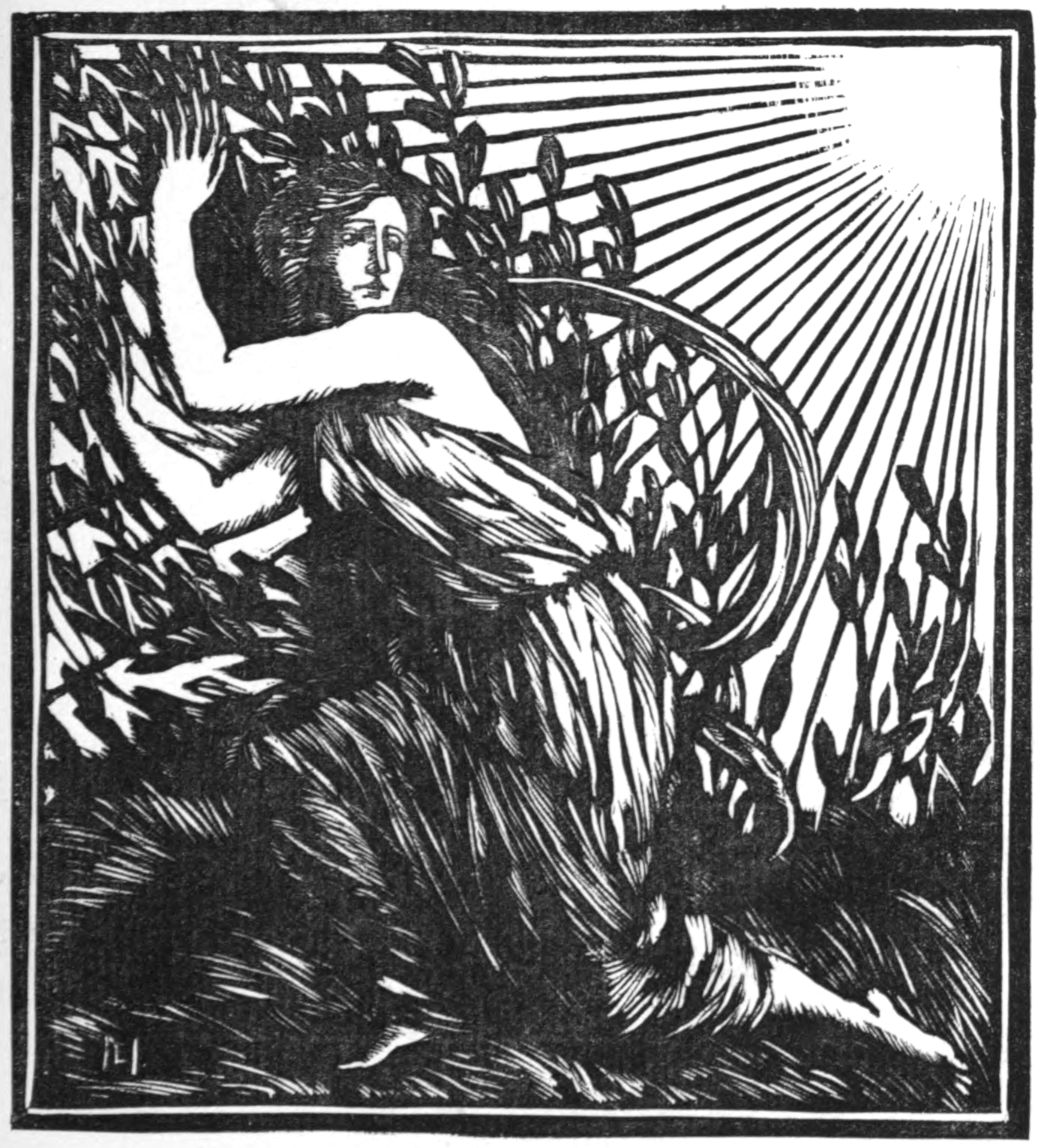
Grabado en madera 'Daphne y Apollo' publicado en The Venture; Anual de Arte y Literatura 1903

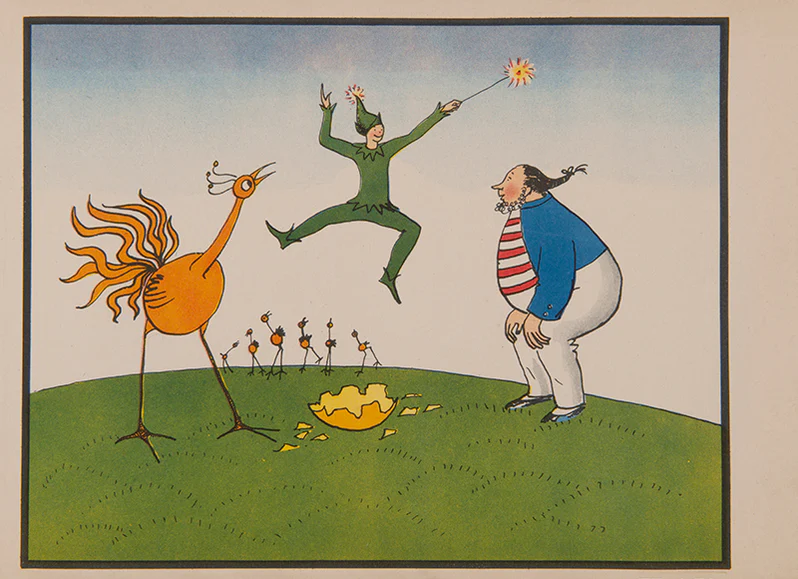
Ilustración de Elinor Darwin del libro The Tale of Mr. Tootleoo

Elinor estuvo activa desde aproximadamente 1899 hasta 1929. Antes de casarse, fue una de las ilustradoras que trabajó con William Butler Yeats, a quien conoció en 1899 en Coole Park. Yeatsb apreció sus xilografías y le pidió que creara un logotipo para el Abbey Theatre. Creó un grabado en madera de peral de una imagen romántica de la reina Medb con uno de sus perros lobo que apareció en los programas del Abbey Theatre a partir de 1904. Creó la portada de The Fair Hills of Ireland de Stephen Gwynn, que se publicó en 1906. En 1907, la primera marca de prensa de Dun Emer Press fue un grabado en madera que hizo de Lady Emer junto a un árbol.
Ilustró algunos de los libros para niños de su marido, como Tale Of Mr. Tootleoo, Every Idle Dream, y Mr. Tootleoo and Company. Sus ilustraciones, y las de J. B. Yeats y William Orpen, se incluyeron en el segundo volumen anual de The Shanachie, una "Miscelánea irlandesa ilustrada" que incluía obras de muchos escritores irlandeses, incluidos W. B. Yeats, Stephen Gwynn, Lady Gregory y George Bernard Shaw..
Darwin enseñó grabado a la prima de su marido, Gwen Raverat.
Sus pinturas Una puerta, Niño con pájaro de juguete y La Anunciación se exhibieron en 1913 en la Exposición de Arte Irlandés de Whitechapel en Londres. Pintó un retrato del poeta y autor Aubrey Thomas De Vere cuando tenía 87 años.